# Kathy Najimy
 (décembre 2024).
Si vous disposez d'ouvrages ou d'articles de référence ou si vous connaissez des sites web de qualité traitant du thème abordé ici, merci de compléter l'article en donnant les références utiles à sa vérifiabilité et en les liant à la section « Notes et références ».
Kathy Najimy est une actrice, humoriste et scénariste américaine, née  le 6 février 1957 à San Diego en Californie.
Elle est connue pour ses rôles de sœur Mary Patrick dans Sister Act et sa suite Sister Act, acte 2, Mary Sanderson dans Hocus Pocus et Hocus Pocus 2, ou encore la mère de Moose dans le blockbuster Sexy Dance 3D.
Elle apparaît dans des téléfilms comme Une mélodie de Noël ou encore Descendants.
Elle prête sa voix à des films d’animation tels que Dany, le chat superstar, Balto 3 : Sur l'aile du vent, WALL-E et La Fée Clochette.

## Biographie

### Enfance
Kathy Ann Najimy est née à San Diego, de parents libano-américains, Fred Najimy, ouvrier postal, et Samia Massery. Elle est élevée dans la religion catholique et fait ses études à la Will C. Crawford High School (en).

### Carrière
Kathy Najimy se fait connaître grâce à des spectacles Off-Broadway avec Mo Gaffney (en). Elle commence sa carrière au cinéma au début des années 1990. Elle décroche son premier rôle majeur dans Sister Act, une comédie de 1992. Elle interprète sœur Mary Patrick. Elle reprend le rôle en 1993 dans Sister Act, acte 2. La même année, elle joue dans Hocus Pocus aux côtés de Bette Midler et Sarah Jessica Parker.
En 1997, elle prête sa voix au personnage de Tilly l'hippopotame, dans Dany, le chat superstar. En 1998, elle fait un caméo dans La Fiancée de Chucky (l'employée de maison qui découvre les corps de Russ et Diane). En 2001, elle est co-vedette du film Cash Express aux côtés de John Cleese, Rowan Atkinson, Cuba Gooding Jr., Whoopi Goldberg, Jon Lovitz et Seth Green. Elle est aussi actrice invitée dans la série télévisée Phénomène Raven.
Elle s'affirme à la télévision en participant à des séries : Chicago Hope, Les Dessous de Veronica ou Numbers. Elle prête sa voix à des films et séries d'animation comme Les Rois du Texas.
En 2015, elle joue dans le téléfilm Une mélodie de Noël  avec Mariah Carey. Le téléfilm est vu par plus de 4 millions de personnes aux États-Unis et est diffusé en France le 18 décembre 2016 sur TF1.
En 2021, elle est à l'affiche du film Music de la chanteuse Sia. La même année, elle joue dans le film Que souffle la romance sur Netflix.
Très impliquée dans la cause féministe, elle met en scène et co-écrit à partir de 2012 des monologues avec des actrices telle qu'Olivia Wilde, Amy Schumer, Zosia Mamet, Debra Messing, Rosie Perez et Gabourey Sidibe. Ils sont interprétés dans la soirée en direct du Glamour Magazine intitulée These Girls, puis lors des conférences Makers de 2017 et 2018.
En 2019, elle a créé et produit la pièce Off-Broadway Gloria : A Life, sur la vie de l'activiste Gloria Steinem. En 2022, elle retrouve Bette Midler et Sarah Jessica Parker dans Hocus Pocus 2.

## Vie privée
Kathy Najimy épouse en 1998 l'acteur et chanteur Dan Finnerty (en), rencontré en 1995. Le couple a une fille : Samia Najimy Finnerty.

## Engagements
Elle parcourt les États-Unis pour parler des questions d'égalité des droits, de sécurité et d'estime de soi pour les femmes et les filles, des droits LGBTQ, de sensibilisation et de prévention face au sida, de violence domestique et des droits civils. Elle intervient à la Human Rights Campaign, au Planned Parenthood et au PFLAG.
Ardente défenseuse de la santé des femmes et des droits reproductifs, elle contribue au livre d'Angela Bonavoglia, The Choices We Made (2001). En 2004, elle participe comme oratrice à la Marche pour la vie des femmes et est nommé « femme de l'année » par Mme Magazine. Elle est membre active de l'association « Le temps est écoulé ». Elle a produit un documentaire sur les 53 % des femmes blanches qui ont voté pour Donald Trump en 2016 et a donné de nombreuses représentations de son spectacle solo Lift Up Your Skirt (« Soulevez votre jupe »)[réf. nécessaire].
Elle collabore avec la PETA sur le bien-être animal.
Elle s'est impliquée dans la campagne présidentielle d'Hillary Clinton en 2016.
Elle est fan de jeux télévisés (avant de devenir connue, elle a participé en 1981 avec sa famille à Family Feud, ainsi qu'à Pyramid en 1985). Elle utilise sa célébrité pour récolter de l'argent pour des œuvres caritatives en apparaissant dans des jeux télévisés. Elle participe ainsi à The Weakest Link où elle gagne 50 000 $ pour la  Feminist Majority Foundation soutenant l'égalité des droits en Afghanistan. Elle remporte le tournoi de la saison 6 de Celebrity Poker Showdown. Elle est championne du Gameshow Marathon de CBS en 2006, faisant don des 100 000 $ des gains à Girls Best Friend, un organisme de bienfaisance qui aide à autonomiser les filles. En 2013, elle est candidate à Rachael vs. Guy: Celebrity Cook-Off pour le compte de la PETA, cuisinant uniquement des plats végétariens.

## Filmographie

### Cinéma
- 1991 : La télé lave plus propre : Tawny Miller
- 1991 : La Manière forte : Fille du vendredi
- 1991 : The Fisher King : Le Roi pêcheur : la cliente affolée
- 1991 : Larry le liquidateur
- 1992 : Sister Act : sœur Marie-Patrick
- 1992 : Ma vie est une comédie : Angela
- 1992 : Topsy and Bunker: The Cat Killers : Marge
- 1993 : Hocus Pocus : Mary Sanderson
- 1993 : Sister Act, acte 2 : Sœur Marie-Patrick
- 1994 : It's Pat: The Movie : Tippy
- 1994 : Extra Terrorestrial Alien Encounter : Dr. Femus (court-métrage)
- 1995 : Jeffrey : l'acolyte
- 1997 : Dany, le chat superstar : Tillie Hippo
- 1997 : Nevada : Ruth
- 1997 : Shantay : Toyota Carter (court-métrage)
- 1997 : Women Without Implants (court-métrage)
- 1998 : Ainsi va la vie : Toni Post
- 1998 : The Jungle Book: Mowgli's Story : Chil
- 1998 : La Fiancée de Chucky : la femme de chambre du motel
- 1998 : Zack and Reba : Ivy Simpson
- 2000 : Attention Shoppers : Penelope
- 2000 : Leaving Peoria : Dr. Albright (court-métrage)
- 2001 : Un mariage trop parfait : Geri
- 2001 : Cash Express  : Beverly Pear
- 2004 : Balto 3 : Sur l'aile du vent : Dipsy
- 2004 : You Animal : Granita (court-métrage)
- 2005 : Say Uncle : Maggie Butler
- 2005 : Bam Bam and Celeste : Legba
- 2006 : Frère des ours 2 : tante Taqqiq
- 2006 : Tom et Jerry et la Chasse au trésor : Betty
- 2006 : Scooby-Doo et le Triangle des Bermudes : Sunny St. Cloud
- 2008 : WALL-E : Mary
- 2008 : La Fée Clochette : la Ministre de l'été
- 2008 : Prop 8: The Musical : la femme du leader (court-métrage)
- 2010 : Sexy Dance 3D : la mère de Moose
- 2010 : Not Your Time : la mère de Sid (court-métrage)
- 2011 : California Romanza : tante JoJo (court-métrage)
- 2012 : Maman, j'ai raté ma vie : Gayle
- 2012 : Clochette et le Secret des fées : la Ministre de l'été
- 2012 : BearCity 2: The Proposal : Rose Dean
- 2013 : A Madea Christmas : Kim
- 2013 : Clutter : Ethel Bradford
- 2015 : No Letting Go : Dr. Nancy Harris
- 2016 : Blowtorch : Peg
- 2016 : BearCity 3 : Rose Dean
- 2017 : Dating My Mother : Lisa
- 2017 : A Change of Heart : Ruthie
- 2018 : Dumplin'
- 2018 : Weight : Debra
- 2021 : Music : la mère d'Evelyn
- 2021 : Que souffle la romance (Single All The Way) de Michael Mayer : Carole
- 2022 : Hocus Pocus 2 d'Anne Fletcher : Mary Sanderson

### Télévision

#### Téléfilms
- 1994 : In Search of Dr. Seuss : Kathy Lane
- 1995 : The Kathy and Mo Show: The Dark Side
- 1999 : Cinderelmo  : la belle-mère
- 1999 : Snowden's Christmas : Tiny
- 1999 : Jackie's Back ! : Lola Molina
- 1999 : The Sissy Duckling : Maman Duck
- 2000 : Sex Revelations : le docteur
- 2002 : La Patrouille Fantôme : Mariah
- 2005 : Wayside School : Madame Jewels
- 2006 : Getting Played : Dr. Heidi Z. Klemmer
- 2008 : Two Sisters
- 2011 : Un combat, cinq destins : Rocky
- 2011 : Trois jours avant Noël : Alvirah Meegan
- 2012 : L'Amour en huit leçons : Kim
- 2015 : Descendants : la Méchante Reine
- 2015 : Une mélodie de Noël : tante Sarah

#### Séries télévisées
- 1994-1996 : Duckman (2 épisodes)
- 1994-1997 : Ellen : Lorna Irons / Theresa (3 épisodes)
- 1995: Dumb and Dumber : Bunny (1 épisode)
- 1996 : Clueless : l'acheteuse (1 épisode)
- 1996 : Adventures from the Book of Virtues : la vieille femme (1 épisode)
- 1996 : Chicago Hope : Dr. Barbara « Bix » Konstadt (3 épisodes)
- 1997 : Demain à la une : Claire (1 épisode)
- 1997 : Les Muppets : la commis à l'enregistrement (1 épisode)
- 1997-1999 : Hé Arnold ! : Mme Blanche (2 épisodes)
- 1997-2000 : Pepper Ann : Coach Doogan / Margot Lesandre (7 épisodes)
- 1997-2000 : Les Dessous de Veronica : Olive Massery (67 épisodes)
- 1997-2010 : Les Rois du Texas : Peggy Hill (258 épisodes)
- 1998 : For Your Love : Dr. Tyra (1 épisode)
- 1998-1999 : Hercule : Miss Thespis (2 épisodes)
- 1999: La Famille Delajungle : l'autruche / le tétras des sables (1 épisode)
- 2000-2001 : Bill Junior : Mme Shapiro (2 épisodes)
- 2001 : La Légende de Tarzan : Dania (1 épisode)
- 2001 : Just for Me Stories : la narratrice (1 épisode)
- 2001-2003 : Oswald la pieuvre : Bingette Bunny (4 épisodes)
- 2003 : Ozzy et Drix : Loretta Epstein (1 épisode)
- 2003 : Stuart Little : Margalo (1 épisode)
- 2003 : La Momie : Calliope / Aglaophone (1 épisode)
- 2004 : Rocket Power : Patsy (1 épisode)
- 2004 : Les Héros d'Higglyville : la photographe (1 épisode)
- 2006: Les Razmoket : Goosey (1 Episode)
- 2006 : Phénomène Raven : Lora Stelladora (1 épisode)
- 2006-2007 : Numbers : Dr. Mildred Finch (9 épisodes)
- 2007 : La Vie de palace de Zack et Cody : Mme Militich (1 épisode)
- 2008: Privileged : Patty Kingston (2 épisodes)
- 2009 : Drop Dead Diva : Claire Porter (1 épisode)
- 2009 : Desperate Housewives : la détective Denise Lapera (1 épisode)
- 2010 : Ugly Betty : Dr. Frankel (1 épisode)
- 2011: Mr. Sunshine : Myrna (1 Episode)
- 2011 : Franklin and Bash : la juge Alice Sturgess (2 épisodes)
- 2011-2012 : Championnes à tout prix : Sheila Baboyon (5 épisodes)
- 2012: Men at Work : Sasha Ryan (1 épisode)
- 2013 : Twisted : Mme Fisk (1 épisode)
- 2013 : The Big C : la thérapeute (4 épisodes)
- 2014-2015 : Inside Amy Schumer : Kathy (2 épisodes)
- 2014-2017 : Veep : Wendy Keegan-McLintock (10 épisodes)
- 2015: Difficult People : Carol Donato (1 épisode)
- 2015-2016 : Younger : Denise Heller (7 épisodes)
- 2015-2016 : Unforgettable : la capitaine Sandra Russo (10 épisodes)
- 2016 : Harvey Beaks : Hanzi / Angry Bride (4 épisodes)
- 2016 : The Jamz : Dan (4 épisodes)
- 2016-2017 : Graves : la mère d'Isaiah (4 épisodes)
- 2017 : BoJack Horseman : Marcie (1 épisode)
- 2017 : Elementary : Rayna Carno (1 épisode)
- 2017 : The President Show : Ivana Trump (1 épisode)
- 2018 : Raiponce, la série : Mère (1 épisode)
- 2018 : Crazy Ex-Girlfriend : elle-même (1 épisode)
- 2019 : Un soupçon de magie : Willow (1 épisode)
- 2019 : The Good Fight : la juge Gayle Eno (1 épisode)

### Jeux vidéo
- 1997 : Nightmare Ned

## Voix françaises
En France
| - Marion Game dans : - Chicago Hope (série télévisée) - Les Dessous de Veronica (série télévisée) - Numbers (série télévisée) - Desperate Housewives (série télévisée) - Drop Dead Diva (série télévisée) - Ugly Betty (série télévisée) - L'Amour en huit leçons (téléfilm) - The Big C (série télévisée) - Monique Thierry dans : - Sister Act - Hocus Pocus - Sister Act, acte 2 - La Patrouille fantôme (téléfilm) - Phénomène Raven (série télévisée) - Véronique Augereau dans : - Une mélodie de Noël (téléfilm) - Unforgettable (série télévisée) - The Good Fight (série télévisée) - Un soupçon de magie (série télévisée) - Que souffle la romance | - Brigitte Virtudes dans : - Frère des ours 2 (voix) - Tom et Jerry et la Chasse au trésor (voix) - La Vie de palace de Zack et Cody (série télévisée) - WALL-E (voix) - Martine Irzenski dans : - Veep - Younger - Elementary - The Morning Show et aussi - Nathalie Bleynie dans Ellen (série télévisée) - Véronique Alycia dans Jeffrey - Céline Monsarrat dans Pepper Ann (voix) - Sylvie Ferrari dans Les Rois du Texas (voix) - Marie-Laure Beneston dans Ainsi va la vie - Céline Duhamel dans Cash Express - Francine Laffineuse (Belgique) dans Trois jours avant Noël (téléfilm) - Nathalie Hons (Belgique) dans Franklin and Bash (série télévisée) - Jacqueline Ghaye (Belgique) dans Descendants (téléfilm) - Valérie Siclay dans Dumplin' - Nathalie Homs dans Hocus Pocus 2 |